# SHALALA (テヨンのアルバム)
『SHALALA』（シャララ）は、2023年6月5日にカカオエンターテインメントから発売されたテヨンのデビューミニアルバム。

## 概要
- NCTのメンバー・テヨンのデビューミニアルバム。
- テヨンが直接作詞・作曲した7曲が収録されている。
- 楽曲の振り付けには、人気ダンサーのリジョン（YGX）や、振付師のRIEHATAが作業に参加した[9]。

## プロモーション

### 予告編
- 5月15日、トレーラー映像「'SHALALA' Trailer」を公開した[10]。
- 5月16日、トレーラーイメージを公開した。
テヨンがアーティスト、宇宙飛行士と消防士、バラを擬人化したキャラクター、バスケットボール選手、個性的なナードなどの6つのキャラクターに変身している[11]。
- 5月18日より、コンセプト映像を公開した。
5月18日、コンセプト映像「'SHALALA' - CODE : Collector Video」を公開した[12]。
5月24日、コンセプト映像「'SHALALA' - CODE : Thorn Video」を公開した。
- 5月19日より、コンセプトティーザーを公開した。
5月19日、コンセプトティーザー「'SHALALA' - CODE : Collector Photography」を公開した。
5月20日、コンセプトティーザー「'SHALALA' - CODE : Painter Mix-Media」を公開した。
5月25日、コンセプトティーザー「'SHALALA' - CODE : Thorn Photography」を公開した。
- 5月23日、制作過程の一部を見せた自主コンテンツ「Definition of TAEYONG」を公開した[13]。
- 5月29日、NCTの公式YouTubeチャンネルよりトラックフィルム「Choose T or Y：TAEYONG 'SHALALA' Track Film」を公開した[14]。

### ミュージックビデオ
- 6月5日、タイトル曲「SHALALA」のミュージックビデオを公開した。
- 6月13日、収録曲「GWANDO」のスペシャルビデオを公開した。

### イベント
- 6月5日、ソウル江南区論硯洞・SJ KUNSTHALLEにてソロデビュー記念ショーケース「'SHALALA' Showcase - CODE : Stage」を開催した[15]。

## チャート成績
韓国サークルチャートで週間2位を記録した。iTunesトップアルバムチャートでは、ブラジル、メキシコ、チリ、フランス、インド、スペイン、ポーランド、ロシア、インドネシア、香港、コロンビア、フィンランド、ハンガリー、ベラルーシ、カザフスタン、マレーシア、シンガポール、モンゴル、ペルー、タイ、サウジアラビア、スリランカ、台湾、トルコ、ウクライナ、ベトナム、ブルネイ、ポルトガル、パナマ、フィリピンなど、全世界30地域で1位を獲得した。
ワールドワイドiTunesアルバムチャートでも1位を記録し、中国最大の音楽配信サイトQQ MUSICのデジタルアルバム売上チャートでも1位を獲得した。
タイトル曲「SHALALA」はiTunesトップソングチャートで、チリ、ブラジル、ドミニカ共和国、インドネシア、マレーシア、パナマ、ペルー、ポーランド、フィリピン、サウジアラビア、タイ、ベトナム、ベラルーシ、モンゴルなど全世界14カ国で1位を獲得した。

## 収録曲
1. 샤랄라 (SHALALA) [3:21]
  - 作詞：태용 (TAEYONG)、Omega Sapien、차메인 (ChaMane)
  - 作曲：Devine Channel、Omega Sapien、차메인 (ChaMane)、태용 (TAEYONG)、박영광、DenzelWorldPeace
  - 編曲：박영광、DenzelWorldPeace

リズミカルなパーカッションと重みのあるドラムが印象的なヒップホップジャンルのタイトル曲[12]。
全ての存在のシャララさ（輝き）について語るコンセプトにちなみ、歌詞には多様なグローバル活動を通じて感じた「僕たち皆どこでも輝ける」というメッセージを盛り込んでいる[12]。
サビの「マカレナ」を連想させるポイントダンスと、「SHALALA」を表現した手の動作が調和した振り付けがユニークである[9]。
2. 관둬 (GWANDO) [3:37]
  - 作詞：태용 (TAEYONG)
  - 作曲：태용 (TAEYONG)、Royal Dive、Saimon
  - 編曲：Royal Dive、Saimon

バースからフックまで続くロッキングなギターサウンドが印象的なポップ＆ロックジャンルの楽曲[17]。
さまざまな別れの感情を軽快で明るいトーンのメロディで解釈し「結局はみんな乗り越えることができる」というメッセージを伝えている[17]。
3. Move Mood Mode (feat. WENDY) [2:54]
  - 作詞：태용 (TAEYONG)
  - 作曲：태용 (TAEYONG)、SQUAR (PixelWave)
  - 編曲：SQUAR (PixelWave)

軽快なコード進行と明るいシンセサウンドが調和をなすミディアムテンポのポップ曲[18]。
ウェンディ（Red Velvet）がフィーチャリングで参加している[18]。
4. Virtual Insanity [2:59]
  - 作詞：태용 (TAEYONG)
  - 作曲：태용 (TAEYONG)、Royal Dive
  - 編曲：Royal Dive

「自身の公演をVRで見るならこの音楽と似た感じではないか」という想像から始まった未来的な雰囲気のヒップホップソング[19]。
5. RUBY [3:18]
  - 作詞：태용 (TAEYONG)
  - 作曲：태용 (TAEYONG)、$ÜN (썬)、Saimon
  - 編曲：$ÜN (썬)、Saimon

かつて共に暮らした愛犬のルビーへの大切な感情を繊細に盛り込んだ楽曲[19]。
6. 404 File Not Found [4:04]
  - 作詞：태용 (TAEYONG)
  - 作曲：태용 (TAEYONG)、Zayson
  - 編曲：Zayson

寂しげに響き渡るドラムとベース、曲全体に流れるギターサウンドが魅力的なミディアムポップナンバー[19]。
テヨンが大変だった時期に感じた感情を率直に歌っている[13]。
7. Back to the Past [3:15]
  - 作詞：태용 (TAEYONG)
  - 作曲：태용 (TAEYONG)、Royal Dive
  - 編曲：Royal Dive

テヨンの自伝的なストーリーを盛り込んでいる[17]。
80～90年代を連想させるブーンバップドラムとピアノ、抒情的なボーカルが印象的なヒップホップ曲[17]。